# 마쓰이 야요리
마쓰이 야요리(松井やより, 1934년 4월 12일~2002년 12월 27일)는 일본의 언론인, 여성주의자이다. 松井やより는 필명으로 본명은 마쓰이 야요리(松井耶依).
1961년 도쿄외국어 대학 영미과를 졸업했다. 재학 중에 미국의 미네소타 대학과 프랑스 소르본 대학에서 유학했다. 졸업 후, 아사히 신문사 입사. 사회부, 싱가포르 특파원, 편집위원 등을 거쳐 1994년 정년퇴임을 했다. 소비자·복지·환경·개발·여성문제 등을 취재하여 경제성장 중심의 일본 사회를 냉철히 비판하였으며, 70년대의 '기생관광'과 공해 수출 문제 취재를 계기로 아시아에 관심을 갖고 활발한 취재활동을 펼쳤다. 정년 퇴임 후에는 자유 언론인으로서, 여성과 아시아 문제에 대해 글을 쓰며 여성운동에 전념했다.
'아시아 여성들의 모임'. '아시아여성자료센터', 'VAWW-NET Japan(Violence Against Women in War Network: 전쟁과 여성에 대한 폭력에 반대하는 일본네트워크)' 등의 단체를 만들어 연구·활동하였다. 특히, 2000년에는 세계의 여성운동가들과 연대하여 '여성국제전범법정'을 개최하여, 일본 천황 등 공범 25명과 일본 정부에 유죄판결을 이끌어 내었다.
2002년 암으로 사망하였고, 2005년 8월 동료들이 그 뜻을 이어받아 '여성의 전쟁과 평화자료관(WAM)'을 건립하였고, 전시 성폭력을 젠더정의의 관점으로 다시 보는, 평화와 비폭력활동을 위한 거점으로 활발한 활동을 펼치고 있다.
저서로는 《사랑하라 분노하라 용기 있게 싸워라(2014)》, 《여성이 만드는 아시아(2005)》, 《women in the new asia: from pain to power(1999)》 등이 있다.

## 생애
마쓰이는 교토의 기독교 목사 집안에서 태어났다. 이후, 도쿄부로 이사했고, 부모님은 야마테 기독교 교회를 설립하여 여섯 자녀들을 길렀다. 마츠이는 결핵 때문에 고등학교를 졸업할 수 없었음에도 불구하고, 도쿄 외국어 대학 영미과에 입학했다.
마쓰이가 대학교 3학년에 미국과 유럽을 여행하는 동안, 그녀는 페미니즘 운동에 입문했다. 현대 동아시아 성(Gender) 운동에서, 바바라 몰로니(Barbara Molony), 자넷 테이스(Janet Theiss), 최혜월(Hyeweol Choi)은 다음과 같이 말한다. 마츠이 야요리는 그 곳에서 뻔뻔스러운 인종차별주의를 경험했고, 이 지역들과 아시아 간의 부와 평등에 대한 불균형에 놀랐다. 이 후에, '범아시아 페미니스트 연대'를 위한 투쟁에서, 페미니즘이 미국에서 운영되는 방식을 비판한다.
1961년 마츠이 야요리는 일본 아사히 신문 기자로 합류하여, 탈리도마이드(Thalidomide)에 의한 선천적 결함 및 수은 중독(미나마타 병)과 같은 공중 보건 및 환경 문제에 대해 글을 썼다. 아사히 신문과 그녀가 설립한 '아시아 여성들의 모임'의 대표자로서, 마츠이 야요리는 1975년부터 1995년까지 모든 유엔 회의에 참석했다.
1976년 아시아의 기생 관광(매춘 관광)에 반대하여, 연대에서 아시아 여성 단체를 창립한다. 1981년에는 2차 세계대전 중 일본 제국군에 의해 매춘을 강요받은 위안부 여성들과 접촉하는 싱가포르 특파원으로 지명되었다. 이로써 마츠이 야요리는, 아사히 신문 아시아 총국 특파원으로 봉사한 최총의 여성이 되었다. 1994년 아사히에서 사퇴 후, 사회운동가로 전임하기로 한 그녀의 결정은 일본 기업인들의 동남아 섹스관광 추세에 영향을 받았다. 은퇴 직후, 그녀는 '아시아여성자원센터'를 창설했다.
1998년에 마츠이 야요리는 '전쟁과 여성에 대한 폭력에 반대하는 일본네트워크(VAWW-NET:Violence Against Women in War Network)'를 창설했다. 또한, 1998년부터 2000년까지 아시아여성자료센터 및 일본-동아시아 여성단체들과 협력하여, 일본 황실군이 위안소에서 범한 범죄에 전념하는 도쿄여성전범재판소를 조직했다.
2001년 마츠이 야요리는 아프가니스탄 페미니스트 운동가들을 만나기 위해 아프가니스탄을 방문했고, 후에 간암으로 판정받는 질병에 걸린다. 일본에 복귀 후, 2002년 12월 도쿄 병원에서 사망했다.

## 도쿄여자전범재판소(여성국제전범법정)
마츠이 야요리는 서울에서 열린 아시아 여성 연대 회의에서 'VAWW-NET'를 통해, '1998년 제2차 세계대전에서 일본군의 성노예로 희생된 여성들에 대한 정의 실현을 위해 재판소를 개최한다'는 아이디어를 낸다. 이 아이디어를 지지하고 법원을 현실로 만들기 위해 중국, 인도네시아, 필리핀, 대만, 동 티모르, 말레이시아, 북한과 남한의 여성권리단체들과 옹호자들과 협력했다.
법정준비는 1998년부터 2000년까지 지속되었다. '위안소가 피해자에 미치는 영향에 관한 연구'를 수행한 국제 조직위원회(International Organizing Committee)가 준비를 주도했다. 2000년 12월 8일부터 12월 12일까지 도쿄에서 1930년대와 1940년대에 일본군대가 사용한 위안소 희생자가 증언했으며 동아시아 및 네덜란드 전역의 위안부 여성을 대표하는 변호사와 전문가들도 증언했다.
전쟁 중에 일본군이 저지른 범죄를 다루는 이전 재판소와는 달리, 재판소는 히로히토 황제를 피고인 중 한 명으로 지칭하여 위안부에 위배되는 범죄에 연루되었다고 비난했다. 초청받았음에도 불구하고 일본정부나 천황의 대리인들을 소송 절차에 파견하기를 거부했다.

## 유산
2001년 10월, 아프가니스탄 페미니스트들을 만나기 위해 아프가니스탄을 방문한 동안 마츠이 야요리는 질병에 걸렸다. 일본에 돌아왔을 때, 그 질병은 간암으로 진단받는다. 그녀는 자서전을 쓰기 시작했고, 여성 박물관 설계에 대한 작업을 계속했다. 마츠이 야요리는 2002년 12월 27일 도쿄의 한 병원에서 사망했다.
마츠이 야요리는 자산을 여성의 전쟁과 평화에 관한 인권 기금에 기부했다. 이 여성 기금은 전쟁과 평화의 여성 운동 박물관(WAM: Women's active museum on war and peace) 건설을 위한 기금이다. 2005년 8월 도쿄에서 열린 도쿄여성전범재판소와 관련된 모든 서류를 소장하고 있는 사립 박물관이다. 요시다 다카시(Takashi Yoshida)는 "평화의 문화에서 전쟁의 문화에 이르기까지 'active museum'이라는 용어는 대중을 계몽하고 각 방문객을 사회적으로 활발하게 변화시키는 데 중추적인 역할을 할 것이라는 위원회의 소원을 상징하기 위해 선정되었습니다."라고 말한다.
죽음을 앞두고, 나카미야가 "투병중인 마츠이 야요리에게 기증된 150만엔의 돈이 그녀의 이기심으로 이기적으로 사용되었다"고 주장하면서, 마츠이 야요리는 일부 사람들에 의해 비판받는다. 사실, 이 기금은 전쟁과 평화의 여성 운동 박물관을 건설하는 데 사용되었다. 그러한 비판과 공격에도 불구하고 전쟁으로 희생된 위안부 여성들을 위해 싸우는 마츠이의 유산은, 일본인과 동아시아 여성에 관한 그녀의 수많은 작품들에 남겨져,  전 세계적으로 남녀평등을 위해 일하는 사람들에게 영감을 불어 넣는다.

## 같이 보기
- 위안부
- 여성의 권리
- 여성주의
- 섹스 관광